# Seares (Mondkrater)
Seares ist ein Einschlagkrater auf der Mondrückseite.
Seares liegt im Norden der erdabgewandten Seite, auf halbem Wege zwischen Karpnskiy und dem größeren Schwarzschild. In nordnordöstlicher Richtung trifft man auf Bi Sheng. Der nordwestliche Kraterrand überlagert einen vergleichbar großen, unbenannten Krater.
Der Höhenunterschied zwischen Kraterwall und Kraterboden beträgt zirka 4,30 km.
Die starke Überlagerung durch spätere Einschläge lässt auf ein hohes Alter schließen, die Entstehungszeit des Kraters fällt in die pränektarische Periode.
Seares hat zwei Nebenkrater:
| Buchstabe | Position            | Durchmesser | Link |
| --------- | ------------------- | ----------- | ---- |
| B         | 75,18° N, 151,34° O | 26 km       |      |
| Y         | 77,49° N, 141,02° O | 37 km       |      |

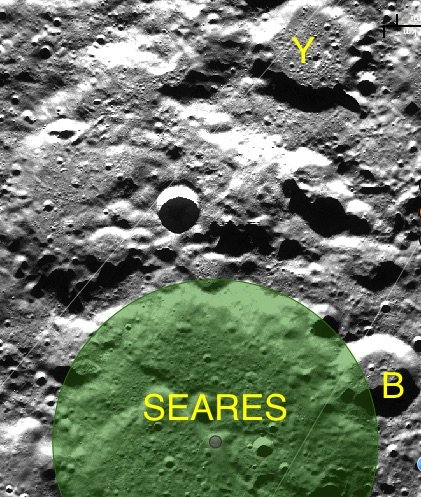
Seares mit seinen Nebenkratern

Der Krater wurde 1970 von der IAU offiziell nach dem US-amerikanischen Astronomen Frederick Hanley Seares benannt.